# Ovo je Balkan
Ovo je Balkan é uma canção interpretada por Milan Stanković, que foi seleccionada para representar Sérvia no Festival Eurovisão da Canção 2010, a 21 de fevereiro de 2010, na Noruega.